# Paracrias
Paracrias is een geslacht van vliesvleugeligen uit de familie Eulophidae. De wetenschappelijke naam van dit geslacht is voor het eerst geldig gepubliceerd in 1904 door Ashmead.

## Soorten
Het geslacht Paracrias omvat de volgende soorten:
- Paracrias acidotus Hansson, 2002
- Paracrias alticola Hansson, 2002
- Paracrias angusticarina Hansson, 2002
- Paracrias anthonomi Woolley & Schauff, 1987
- Paracrias arcuatus Hansson, 2002
- Paracrias arizonensis (Ashmead, 1888)
- Paracrias astalineurus Hansson, 2002
- Paracrias aucticlavatus Hansson, 2002
- Paracrias beus Schauff, 1985
- Paracrias caelaminis Hansson, 2002
- Paracrias canadensis Gumovsky, 2001
- Paracrias cavei Hansson, 2002
- Paracrias cornutus Hansson, 2002
- Paracrias coruscus Hansson, 2002
- Paracrias cyaneochlorus Hansson, 2002
- Paracrias dolichobasis Hansson, 2002
- Paracrias estrigatus Hansson, 2002
- Paracrias foveatus Hansson, 2002
- Paracrias fulvicrus Hansson, 2002
- Paracrias gigas Hansson, 2002
- Paracrias gigaspis Hansson, 2002
- Paracrias gigops Hansson, 2002
- Paracrias gnomus Hansson, 2002
- Paracrias godoyae Hansson, 2002
- Paracrias gracilentus Hansson, 2002
- Paracrias graciliclavatus Hansson, 2002
- Paracrias grandis Hansson, 2002
- Paracrias guatemalensis Schauff, 1985
- Paracrias gymnopterus Hansson, 2002
- Paracrias huberi Gumovsky, 2001
- Paracrias lanceolatus Hansson, 2002
- Paracrias laticalcar Gumovsky, 2001
- Paracrias laticeps Ashmead, 1904
- Paracrias microreticulatus Hansson, 2002
- Paracrias mirus (Girault, 1917)
- Paracrias nasifer Hansson, 2002
- Paracrias obliquus Hansson, 2002
- Paracrias obtusiclavatus Hansson, 2002
- Paracrias oikilaselva Hansson, 2002
- Paracrias onconeurus Hansson, 2002
- Paracrias ordinatus Hansson, 2002
- Paracrias osacola Hansson, 2002
- Paracrias oxyclavatus Hansson, 2002
- Paracrias pachyceps Hansson, 2002
- Paracrias panamensis Gumovsky, 2001
- Paracrias pedinus Hansson, 2002
- Paracrias petilicornis Hansson, 2002
- Paracrias pluteus Hansson, 2002
- Paracrias psilopterus Hansson, 2002
- Paracrias pubicornis Hansson, 2002
- Paracrias quesadai Hansson, 2002
- Paracrias reticulatus Hansson, 2002
- Paracrias schauffi Gumovsky, 2001
- Paracrias stenocornis Hansson, 2002
- Paracrias striatus Hansson, 2002
- Paracrias strieris Hansson, 2002
- Paracrias strigosus Hansson, 2002
- Paracrias strii Schauff, 1985
- Paracrias sulcifer Hansson, 2002
- Paracrias taniclavatus Hansson, 2002
- Paracrias trigonatus Hansson, 2002
- Paracrias triquetrus Hansson, 2002
- Paracrias uoides Hansson, 2002
- Paracrias woldai Gumovsky, 2001
- Paracrias zurquicola Hansson, 2002